# Родионов, Юрий Николаевич
Юрий Николаевич Родио́нов (род. 12 марта 1938, Таганрог) — советский и российский военный и государственный деятель, генерал-полковник (24.10.1991), начальник Главного управления кадров МО СССР — заместитель Министра обороны СССР по кадрам ([1991]), депутат Государственной Думы Российской Федерации трёх созывов.

## Биография
Родился 12 марта 1938 года в Таганроге. Окончил таганрогскую среднюю школу № 23.
В Советской армии с 1955 года. Поступил во 2-е Ленинградское артиллерийское училище, действовавшее тогда в городе Коломна Московской области. В сентябре 1958 года был переведён в Рязанское артиллерийское училище, которое окончил в декабре 1958 года по специальности радиотехник. С 1958 по 1962 годы проходил службу на командных должностях в Прикарпатском военном округе.
В 1967 году окончил Военную академию имени Ф. Э. Дзержинского. С 1967 года служил в 4-м Центральном научно-исследовательском институте Министерства обороны СССР, где занимался экономико-математическим моделированием программ разработки, производства, испытаний и эксплуатации различных образцов ракетного вооружения.
С 1972 года — начальник отдела математического и информационного обеспечении Вычислительного центра Министерства обороны СССР.
С 1976 года проходил службу в Главном управлении кадров Министерства обороны СССР на должностях старшего офицера организационно-планового отдела, заместителя начальника отдела, начальника отдела, заместителя начальника организационно-планового управления ГУК.
В период ведения боевых действий в Республике Афганистан неоднократно выезжал для работы с офицерскими кадрами непосредственно в районах боевых действий, принимал решения о комплектовании войск непосредственно на месте. Имеет статус ветерана боевых действий.
В начале 1991 года был назначен заместителем председателя Государственного комитета РСФСР по обороне и безопасности — председателем комитета по вопросам обороны.
После событий ГКЧП августа 1991 года и массовой смены высшего командного состава Вооружённых Сил СССР в сентябре 1991 года назначен на должность заместителя министра обороны СССР по кадрам — начальника Главного управления кадров Министерства обороны СССР. После распада СССР в 1992 году был заместителем Главнокомандующего Объединёнными Вооружёнными Силами СНГ по кадрам. Одновременно с января 1992 года по распоряжению Правительства Российской Федерации являлся председателем российской части Смешанной российско-немецкой рабочей группы, возглавляя в ней российско-германскую программу переподготовки увольняющихся в запас военнослужащих и членов их семей. С октября 1992 года — заместитель Главного военного инспектора Российской Федерации.
Был депутатом Государственной Думы РФ I (1993—1995, независимый кандидат), III (1999—2003, от избирательного блока «Единство») и IV (2003—2007, от партии «Единая Россия») созывов.
В 1995 году находился в зоне боевых действий в Чечне, где работал в составе Временной наблюдательной комиссии за соблюдением прав и свобод граждан на территории Чечни (Комиссия Ковалёва).
С апреля 1995 по февраль 2000 года являлся аудитором Счётной палаты Российской Федерации. С 1993 года находился в распоряжении Министра обороны Российской Федерации, в 2000 году был уволен с военной службы по достижению предельного возраста.
Является председателем совета Высшего офицерского состава Общероссийской общественной организации «Офицеры России».
С декабря 2012 года является ведущим аналитиком (генеральным инспектором) Управления генеральных инспекторов Министерства обороны РФ. Кандидат экономических наук. Профессор Академии военных наук.

## Государственные награды
- Орден Дружбы
- Орден Красного Знамени
- Орден Красной Звезды
- Орден «За службу Родине в Вооружённых Силах СССР» III степени
- Орден «Знак Почёта»
- 12 медалей
- Ордена и медали иностранных государств[источник не указан 3652 дня]
- Почётный гражданин Таганрога (2005)[6]

## Семья и личная жизнь
- Святенко, Инна Юрьевна (1967) — дочь[7][8][9][10] — депутат Московской городской Думы. Член фракции партии Единая Россия.